# 히포 레기우스

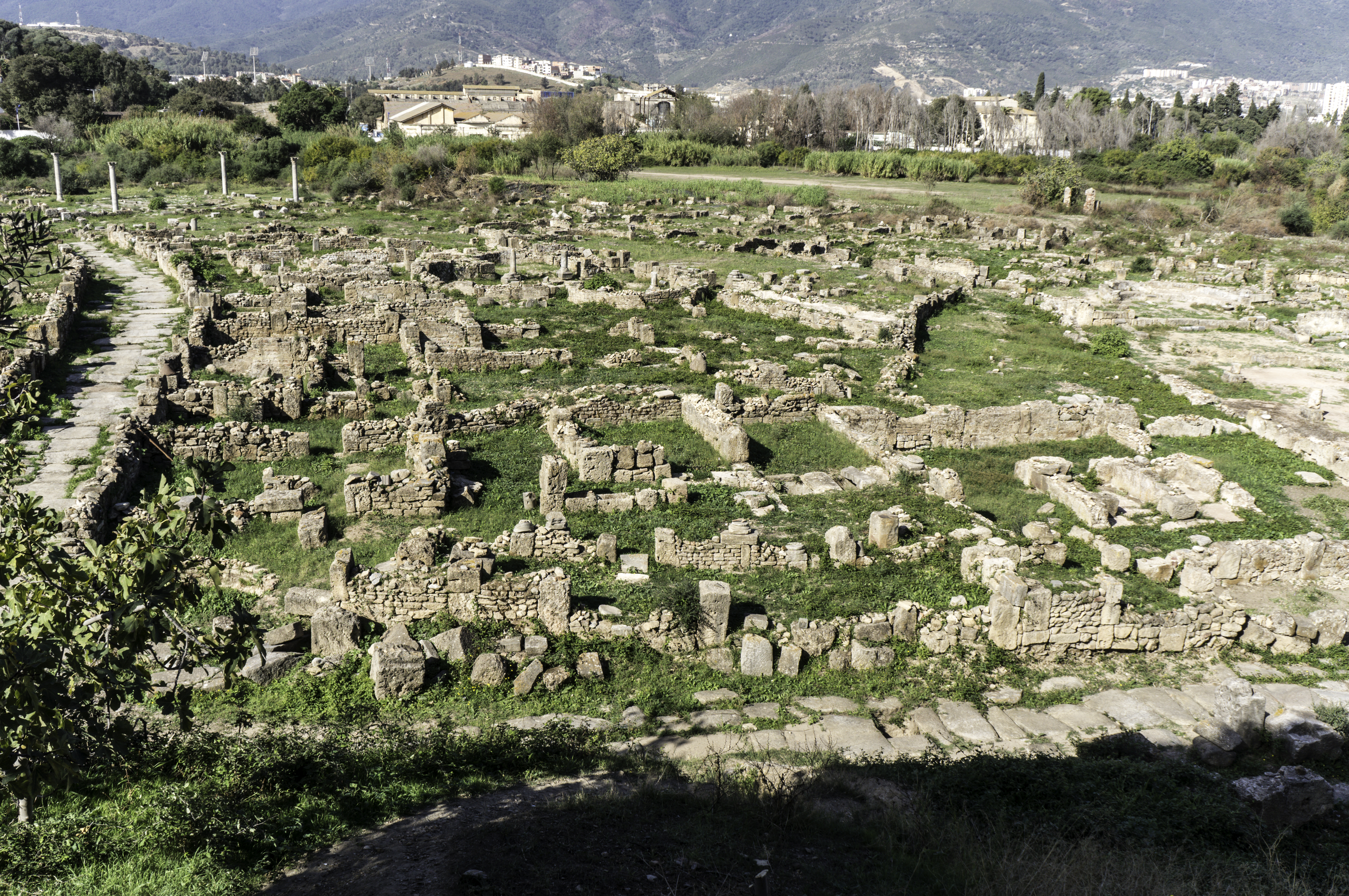

히포 레기우스 (Hippo Regius, 아랍어: هيبون )는 옛 로마시대의 도시 이름으로서 오늘날 북아프리카의 알제리의 "안나바" (Annaba 혹은 보네, Bône)로 불리고 있다. 또한 히포는 435년에서 439년까지 반달 왕국의 수도였다.
도시는 페니키아인이 북아프리카의 해안에 건설한 도시 티로스의 주민이 식민도시로 건설하여 히포라는 이름을 붙인 것으로 기록되고 있다. 레기우스 (라틴어: 왕의) 라는 뒷이름은 후에 누미디아의 왕이 히포를 수도로 삼은 것에서 유래한다. 히포는 기원전 46년에 로마에 정복된 후, 북아프리카의 많은 로마의 식민도시들 가운데 하나로 변모되었다.
서방 그리스도교 역사에서 가장 중요한 신학자로 인정 받는 교부 아우구스티누스(354-430년)가 주교로 봉직(395-439년)했던 도시였다.